# Bico-de-pato
O bico-de-pato (Machaerium nyctitans (Vell. Conc.) Benth.) é uma árvore da família Fabaceae.
Sinonímia botânico: Machaerium nictitans (Vell. Conc.) Benth., Nissolia nyctitans Vell. Conc.